# Природна рента
Природна рента — додатковий прибуток, який отримують понад певний прибуток на витрачені працю і капітал.
Утворення ренти обумовлено сприятливішими умовами, в яких один з природокористувачів знаходиться перед іншим, наприклад, за рахунок виявлення, розвідки і видобутку природних копалин з кращими гірничо-геологічними характеристиками, вищої продуктивності пластів, місця розташування природних ресурсів, кращих кліматичних умов, вищої природної родючості землі, наявності привілеїв і т. д. 
Основи теорії рентних відносин закладалися працями В. Петті, А. Сміта, Д. Рікардо і К. Маркса. Однак ці праці були написані, перш за все, щодо землі.
У працях ряду авторів, наприклад, Астахова Л.С., Ахатова А.Г., Кантора Е.Л., Миловидовим К.Н., Назарова В.І. та ін, диференціальна природна рента беззастережно визнається обов'язковим елементом економічної оцінки природних ресурсів.
На думку Ахатова А.Г. природна рента може бути рентою диференціальної I, II, а також абсолютною рентою. Цей же автор класифікує природну ренту за видами на гірничо-геологічну, гірську, водну, земельну, лісову і т.д. і доводить, що диференціальна рента II можлива тільки для поновлюваних природних копалин.